# Ennis Whitehead
Ennis Whitehead (3 de setembro de 1895 — 12 de outubro de 1964) foi primeiramente um aviador do Exército dos Estados Unidos e general das Forças Aéreas do Exército dos Estados Unidos durante a Segunda Guerra Mundial. Whitehead alistou-se no exército dos Estados Unidos após o país ter entrado na Primeira Guerra Mundial em 1917. Treinou e serviu enquanto piloto de aviões na França, onde foi colocado no 3º Centro de Instrução de Aviação, tornando-se um piloto de teste qualificado. Após a guerra, Whitehead retornou aos estudos na Universidade do Kansas. Depois de se formar, Ennis foi designado para primeiro-tenente em 1920.
Ao longo dos 20 anos que se seguiram, Whitehead participou das forças de bombardeio aéreo de Billy Mitchell e serviu como comandante do 94th Fighter Squadron e do 36th Fighter Squadron dentre outros projetos dos quais fez parte. Depois que os Estados Unidos entraram na Segunda Guerra Mundial, Whitehead foi promovido a brigadeiro-general e enviado para a Área do Sudoeste do Pacífico. No decorrer da guerra, o general foi condecorado com a cruz de serviços distintos e nomeado comandante honorário da Ordem do Império Britânico quando designado para comandar a Quinta Força Aérea da USAAF.
Após a guerra, Whitehead comandou a Força Aérea no Extremo Oriente, o Comando Aéreo Continental e o Comando de Defesa Aeroespacial. Aposentou-se em 1951 depois de ter sido preterido para Vice Chief of Staff of the United States Air Force. Tanto o seu filho, Ennis Whitehead Jr., como o seu neto, Ennis Whitehead III, se tornaram igualmente generais, ascendendo a major-general e brigadeiro-general, respectivamente.